# Apolinus lividigaster
Apolinus lividigaster là một loài bọ rùa nhỏ trong họ Coccinellidae được tìm thấy ở Úc.

## Hình ảnh

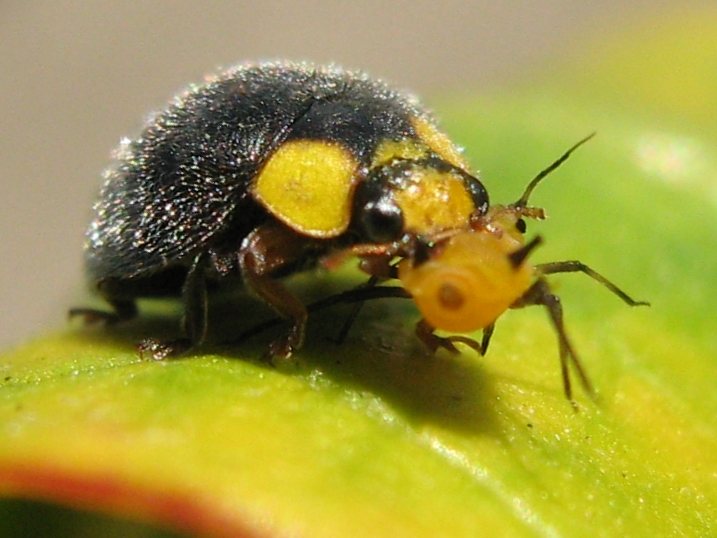